# Cynorkis purpurascens
Cynorkis purpurascens är en orkidéart som beskrevs av Louis Marie Aubert Du Petit-Thouars. Cynorkis purpurascens ingår i släktet Cynorkis, och familjen orkidéer. Inga underarter finns listade i Catalogue of Life.